# 朱岗崑
朱岗崑（1916年12月8日—2010年3月2日），一作朱岗昆，男，浙江淳安人，中国地球物理和气象学家，曾任中国地球物理学会副理事长，中国天文学会理事。